# Егерманис, Янис Екабович
Егерманис, Янис Екабович (латыш. Jānis Jēgermanis, 15 марта 1895, Рига, Российская империя — 14 июня 1968, Рига, Латвийская ССР) — советский и латвийский врач-хирург, педагог, преподаватель Рижского медицинского института, депутат Верховного Совета СССР.

## Биография

### Ранние годы
Янис родился в 1895 году в Риге в семье выходца из крестьян Блесе, после чего был формально усыновлён теткой и получил фамилию Егерманис. Таким образом родители хотели спасти младшего сына от призыва в армию.
Чтобы содержать семью, после рождения младшего сына (старший, Эрнест, родился на 3 года раньше), семья перебралась в волостной центрЛиелэзере в поместье барона Густава фон Нолькена, где отец Яниса и Эрнеста устроился садовником. Детей учили по очереди: пока учился грамоте Эрнест, Янис осваивал чтение на дому. Когда старший сын в 1911 году поступил в Санкт-Петербургский университет, шестнадцатилетнего Яниса отправили в Александровскую гимназию в Риге. Там он познакомился с Павлом Страдынем. После окончания гимназии в 1914 году одноклассники дружно решили отправляться в Военно-медицинскую академию в Петербурге. Там их ждал Эрнест Блесе, готовившийся к профессуре в лингвистике, позже он стал выдающимся латышским языковедом.
Одновременно со Страдынем и Егерманисом в академии учились те, кто затем стали цветом латвийской медицины: Рейнхольд Сникерс, Гедиминс Эбель, Екаб Приманис, Павилс Муцениекс и другие. Среди преподавателей были ярчайшие умы России — например, физиолог Иван Павлов. Егерманис и Страдынь посещали заседания Общества хирургов имени Н.Пирогова, а чтобы заработать, с утра трудились в дезинфекционной бригаде. Летнюю практику студенты проходили в прифронтовых госпиталях. Тиф и призыв в Красную армию помешали Егерманису закончить академию, он работал фронтовым хирургом на Западном фронте — в госпиталях в Смоленске, Витебске, Невеле и Старой Руссе.
После возвращения в Латвию он сначала поработал в Даугавпилсе. В 1922 году он решил закончить учёбу и поступил на пятый курс Медицинского факультета Латвийского университета. Уже во время учёбы он выделялся внимательным отношением к пациентам, для которых он не жалел времени; он добровольно помогал Екабу Алкснису и Яну Янковскому в Рижской 1-й больнице. В 1923 году он получил диплом врача и первые пять лет проработал субассистентом Медицинского факультета ЛУ.

### Карьера врача
Когда в 1928 году клиника переехала в Рижскую 2-ю городскую больницу, Егерманис остался на прежнем месте. Эрудированного, уравновешенного врача заметили: в 1938 году он стал заведующим хирургическим 10-м отделением, главным хирургом 1-й Рижской городской больницы. Частной практике он предпочитал работу в Больничной кассе, где его пациентами были простые рабочие.
Одновременно Егерманис преподавал в созданной однокурсником Страдынем 1-й Рижской медицинской школе. В 1928 году на II конгрессе латвийских врачей он выступил с рефератом и переломах таза и костей.
Приказом декана П.Страдыня от 1 октября 1945 года Я. Егерманис был назначен исполняющим обязанности доцента Медицинского факультета ЛГУ и заведующего кафедрой госпитальной хирургии. После возобновления работы факультета остро не хватало преподавателей, и Страдыньш отправился искать их в других республиках СССР. Так руководителем Клиники хирургии стал приехавший из Москвы профессор Александр Лепукалнс. Прекрасный лектор, он плохо владел латышским языком, поэтому его лекции на латышском потоке читал Егерманис. Также он преподавал хирургию будущим медсёстрам. Практическая работа для него была на первом месте — преподавая, он остался активным оперирующим хирургом. Своих учеников он воспитывал на практике — это Дзидра Титмане, Элла Упмане, Вилис Пурмалис, Анатолий Никитин, Виктор Калнберз.
Не сделав научной карьеры, Егерманис проявил себя как виртуозный и проницательный хирург в операциях желудочно-кишечного тракта.

Гармоничный тандем практика и учёного: Егерманис и Лиепукалнс.

Работая в тандеме с профессором Александром Лиепукалном как руководителем хирургической клиники Рижской 1-й городской больницы, Егерманис держал в руках всю практическую сторону, тогда как Лиепукалн — организаторскую и научную. Хотя Янис Екабович заведовал только одним, 10-м отделением, его все считали шефом и Лиепукалн на это не обижался. И в чрезвычайных случаях за помощью обращались чаще к Егерманису, хотя Лиепукалн жил тут же, в больнице. Профессор всегда полагался на мнение коллеги. Они отличались по характеру: говорливый, эмоциональный, представительный Лиепукалн и внимательный, сосредоточенный на делах и способный поставить других на место Егерманис. При этом их объединял подход к пациентам.
Егерманис избирался депутатом Верховного Совета СССР 4-го (1954) и 5-го (1958) созывов.
Замечательный врач скоропостижно скончался от инсульта 14 июня 1968 года, вернувшись с утреннего обхода в своей больнице.

## Кредо
«Вообразите, что вы сами больные. Если не можем понять пациента, прочувствовать то, что чувствует он, мы никакие не врачи. Привыкнуть к страданиям других — это не признак профессионализма, а признак жестокосердия. Делай пациентам то, что хотел бы, чтобы делали тебе, умей говорить и выслушивать их. Рентген — хорошее дело, но руки и голова врача — самый надёжный инструмент, на который можно положиться». Я. Егерманис.

## Отзывы
«Малоразговорчив. При этом очень открыт. Когда ночью ему звонили и звали на помощь, он улыбался: пока машину отправите, я уже буду на месте. Многим молодым врачам он вложил в руки скальпель при первой аппендэктомии, говоря: оперируй, я буду ассистировать. Блестящий диагност, одарённый аналитическим мышлением и подобной рентгену интуиции. ходят легенды — он по запаху или прикосновению руки мог поставить верный диагноз брюшной полости. Так же важны были его визиты: как он присаживался на край кровати пациента, трогал рукой, спрашивал. Любимый пациентами. Как иначе — ведь он читал, что больница и врачи работают и существуют только благодаря больным». Д. Ричика, хирург.
«Для нас он был не только патрон, но идеал хирурга. Сильный, педантичный, принципиальный. Мы практически жили в больнице с утра до вечера. В приёмном отделении студент должен был осмотреть больного, написать истоьрию болезни и поучаствовать в санитарной обработке — подстричь ногти на руках и ногах, побрить бороду. Егерманис меня однажды спросил: если умеешь держать бритву, умеешь ли её почистить?.. Мы много тренировались пользоваться иглой, накладывать и снимать зажимы одной и другой рукой, завязывать узелки. Он смотрел, как быстро мы можем это делать. Говорил: если хотите наловчиться, сшивайте дома мясо. И повторял: хирургия — это искусство! Если берёте в руки скальпель, брутальности пальцев не место. Надо быть, как исполнитель на изящном инструменте!» Юрис Рудольф Ланге, зав. отделением Рижской 1-й городской больницы.
«Kаждого пациента он изучал с головы до пят. И ничего, что жалобы были только на боль в ноге. В 10-м отделении была огромная палата с 20 койками, на каждой стороне по 10. Шеф м медленно шёл от одной к другой, обходя их с одной и другой стороны. Присаживался на кровати пациентов. Все больные слышали, как шеф говорит, как громко, звучно смеётся. Пациенты на него смотрели, как на бога. И для нас, хирургов, он был, как бог». Анатолий Никитин, хирург, доктор медицинских наук.

## Награды
Заслуженный врач Латвийской ССР.
Ордена Трудового Красного знамени.

## Адреса
В Риге Янис Егерманис сначала жил в квартире при больнице, а с 1937 года до конца жизни в квартире № 5 в доме на улице Ленина, 43, построенном по проекту арх. П. Харденака в 1877 году.
Он и его жена Анна Удре (1896—1981), которая была ведущим врачом в 4-й Рижской больнице Красного креста, похоронены на Лесном кладбище, участок Н-3, где им поставлен памятник серого гранита, работы скульптора Ливии Резевской.
На здании хирургического Отделения Рижской 1-й городской больницы установлена мемориальная доска в память о хирурге.